# Barakovo
Barakovo (Bulgaars: Бараково) is een dorp in de Bulgaarse gemeente Kotsjerinovo, oblast Kjoestendil. Het dorp ligt hemelsbreed 39 km ten zuidoosten van Kjoestendil en 73 km ten zuidwesten van Sofia. 

## Bevolking
Op 31 december 2020 telde het dorp Barakovo 412 inwoners. Het aantal inwoners vertoont al vele jaren een dalende trend: in 1956 had het dorp nog 1.016 inwoners. Tussen 1974 en 1991 was het dorp onderdeel van Kotsjerinovo, waardoor het inwonersaantal van die periode ontbreekt.
| Bevolkingsontwikkeling tussen 1934 en 2020          |
| --------------------------------------------------- |
|                                                     |
| Bron: Nationaal Statistisch Instituut van Bulgarije |

In het dorp wonen nagenoeg uitsluitend etnische Bulgaren. In de optionele volkstelling van 2011 identificeerden 474 van de 475 ondervraagden zichzelf als etnische Bulgaren, oftewel 99,8%.
| Etnische samenstelling van de respondenten (2011) | Etnische samenstelling van de respondenten (2011) | Etnische samenstelling van de respondenten (2011) | Etnische samenstelling van de respondenten (2011) | Etnische samenstelling van de respondenten (2011) |
| ------------------------------------------------- | ------------------------------------------------- | ------------------------------------------------- | ------------------------------------------------- | ------------------------------------------------- |
|                                                   |                                                   |                                                   |                                                   |                                                   |
| Bulgaren                                          | Bulgaren                                          |                                                   | 99,8%                                             | 99,8%                                             |
| Turken                                            | Turken                                            |                                                   | 0,0%                                              | 0,0%                                              |
| Roma                                              | Roma                                              |                                                   | 0,0%                                              | 0,0%                                              |
| Anders/Onbekend                                   | Anders/Onbekend                                   |                                                   | 0,2%                                              | 0,2%                                              |